# Hendrik Schröder
Hendrik Schröder (* 1959) ist Universitätsprofessor für Betriebswirtschaftslehre am Lehrstuhl für Marketing und Handel der Universität Duisburg-Essen in Essen. Seine Forschungsschwerpunkte sind Category Management, Multi-Channel-Retailing & -Marketing, Konsumgütermarketing und Handelsmanagement.

## Leben
Nach seinem von 1980 bis 1985 dauernden BWL-Studium an der Westfälischen Wilhelms-Universität Münster wirkte er als wissenschaftlicher Mitarbeiter am Lehrstuhl für Betriebswirtschaftslehre, insb. Distribution und Handel von Prof. Dr. Dieter Ahlert, wo er 1988 promoviert wurde. Dort habilitierte er 1995 und unterrichtete in Essen, Hagen und Münster.
Seit 1996 ist Hendrik Schröder Inhaber des Lehrstuhls für Marketing & Handel der Universität Duisburg-Essen, Campus Essen. Von 2004 bis 2008 bekleidete er zusätzlich die Funktion des Dekans des Fachbereichs Wirtschaftswissenschaften der Universität.
Des Weiteren ist er seit 1985 als Dozent und Berater in Industrie- und Handelsunternehmen tätig, seit 1993 ist er zudem Prüfer an der IHK Münster.